# Vasilis Leventis

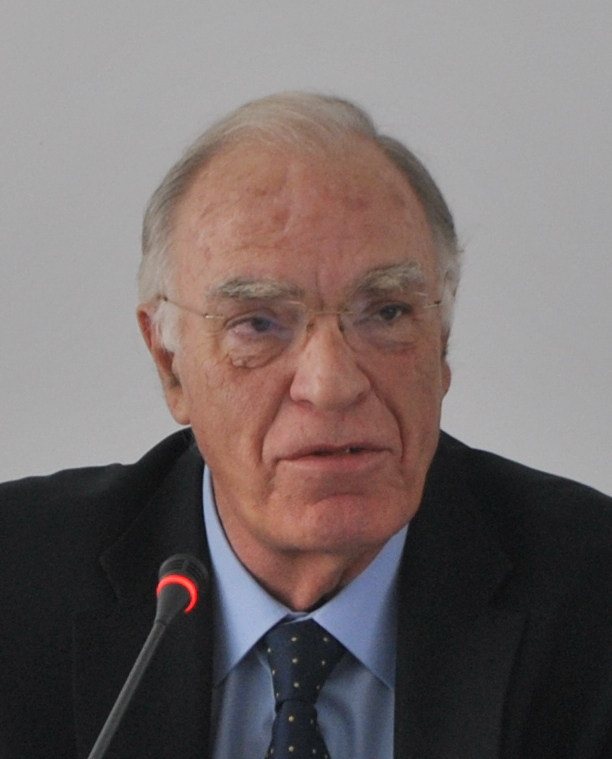
Vasilis Leventis

Vasilios „Vasilis“ Leventis (griechisch Βασίλειος  “Βασίλης”  Λεβέντης, * 2. November 1951 in Messini) ist ein griechischer Politiker und Vorsitzender der Enosi Kendroon, der Union der Zentristen.

## Leben
Vasilis Leventis ist das vierte Kind von Apostolos und Gregoria Leventis, die ursprünglich aus Korakovouni, einem kleinen Dorf in Arkadien, stammten. Die Familie Leventis zog nach Piräus, wo Vasilis Leventis das Gymnasium abschloss und 1969 als sechstbester Abiturient an der Fakultät für Bauingenieurwesen der  NTUA  zugelassen wurde.  
Er war 1975 als Assistent des Dekans der NTUA, Kyriakos Biris, an der Formulierung der Artikel 23 und 24 der griechischen Verfassung beteiligt.
Er spricht fließend Deutsch und versteht Englisch.

## Politische Laufbahn
Vasilis Leventis wurde 1974 Gründungsmitglied der PASOK und kandidierte für ein Abgeordnetenmandat. Unmittelbar nach der ersten Regierungsübernahme der PASOK im Jahr 1981 meldete er öffentlich Bedenken am Kurs der Partei an, da diese von ihren ursprünglichen liberalen Grundsätzen zu stark abgewichen sei. 
1982 kandidierte er als Bürgermeister von Piräus. 1984 gründete er die erste ökologische Partei Griechenlands und bekam 0,15 % der Stimmen bei den Europawahlen. 1986 kandidierte er als Bürgermeister von Athen und bekam 0,57 % der Stimmen. Bei der Parlamentswahl im Juni 1989 kandidierte er für die Nea Dimokratia, wurde jedoch in seinem Wahlkreis nicht gewählt.
1992 beschloss er, die Enosi Kendroon, die Union der Zentristen, zu gründen. Er zielte unter anderem darauf, der legendären Strömung des Venizelismus, einer liberalen Strömung aus der politischen Mitte, die Griechenland zu Beginn des 20. Jahrhunderts in vielen Bereichen zu modernisieren vermochte, eine politische Stimme zu geben. Die Stimmanteile, die seine Partei bei nationalen Parlamentswahlen erhielt, waren jedoch stets sehr bescheiden und bewegten sich bei etwa 0,3 % bis 0,5 %. Erst bei der Parlamentswahl im Januar 2015 konnte er ein Ergebnis von 1,79 % erzielen, das jedoch noch unter der 3-%-Hürde zum Einzug ins Parlament lag. Bei der Parlamentswahl im September 2015 steigerte sich seine Partei und zog mit 3,43 % erstmals in das griechische Parlament ein. Dabei errang auch Leventis ein Abgeordnetenmandat.

## Politische Ansichten
Leventis veröffentlicht seine politische Meinung über die vierteljährlich erscheinende Zeitschrift Antidiaploki und bei regelmäßigen Auftritten in einer eigenen Fernsehsendung, die auf diversen regionalen Fernsehsendern übertragen wird. 
Seine Ansichten werden der politischen Mitte zugeordnet, wobei Leventis besonderen Wert auf rationale und transparente Politik legt. Er tritt für eine relativ radikale Reform des griechischen Staatsapparats ein, die Entlassungen und Gehaltskürzungen beinhaltet. Außerdem will er die Auszahlung von Zweit- und Drittrenten bei Rentnern, deren größte Rente mehr als 1000 € beträgt, sofort stoppen. Er kritisiert die etablierten Politiker relativ polemisch und wirft ihnen häufig vor, populistische Versprechen zu machen, um der harten Wahrheit zu entkommen. Sein polemischer Stil ist seit vielen Jahren Gegenstand satirischer Parodien im griechischen Fernsehen. Die Parodien erhöhten zwar seinen Bekanntheitsgrad, änderten jedoch jahrelang nichts an den sehr geringen Ergebnissen der Enosi Kendroon bei den Wahlen. Dies änderte sich erst in den Jahren 2014 und 2015, als eine Internetbewegung begann, die Leventis akklamierte. Die Internetbewegung wies auf die Bewahrheitung vieler seiner öffentlichen Prophezeiungen hin, die er ab 1992 öffentlich kundgetan hatte und die die zukünftige Wirtschaftslage in Griechenland und die Probleme des unvorbereiteten Eurobeitritts betrafen. 
Leventis ist für den Verbleib Griechenlands in der Eurozone und gilt als Befürworter des Spar- und Reformkurses Griechenlands im Rahmen der Euromitgliedschaft. Er sprach sich beim griechischen Referendum 2015 ideologisch für ein Ja aus, gab aber bekannt, dass er sich enthalten werde, da sein Ja keineswegs als "weiter so" aufgefasst werden solle.